# Paracalanus nanus
Paracalanus nanus is een eenoogkreeftjessoort uit de familie van de Paracalanidae. De wetenschappelijke naam van de soort is voor het eerst geldig gepubliceerd in 1925 door Sars G.O..